# Louis Botha

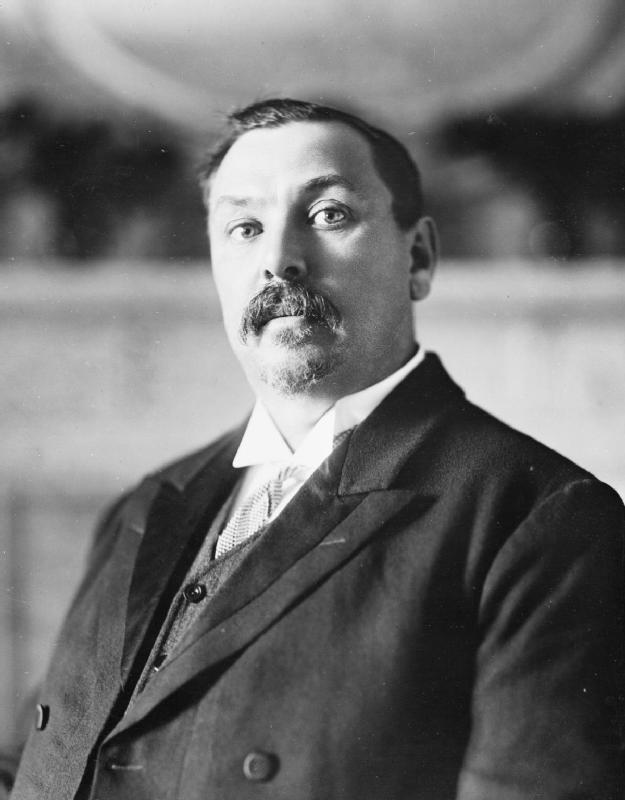
Louis Botha, vor 1915

Louis Botha (* 27. September 1862 in Greytown, Kolonie Natal; † 27. August 1919 in Pretoria) war ein südafrikanischer Politiker, General im Zweiten Burenkrieg und erster Premierminister der Südafrikanischen Union.

## Leben

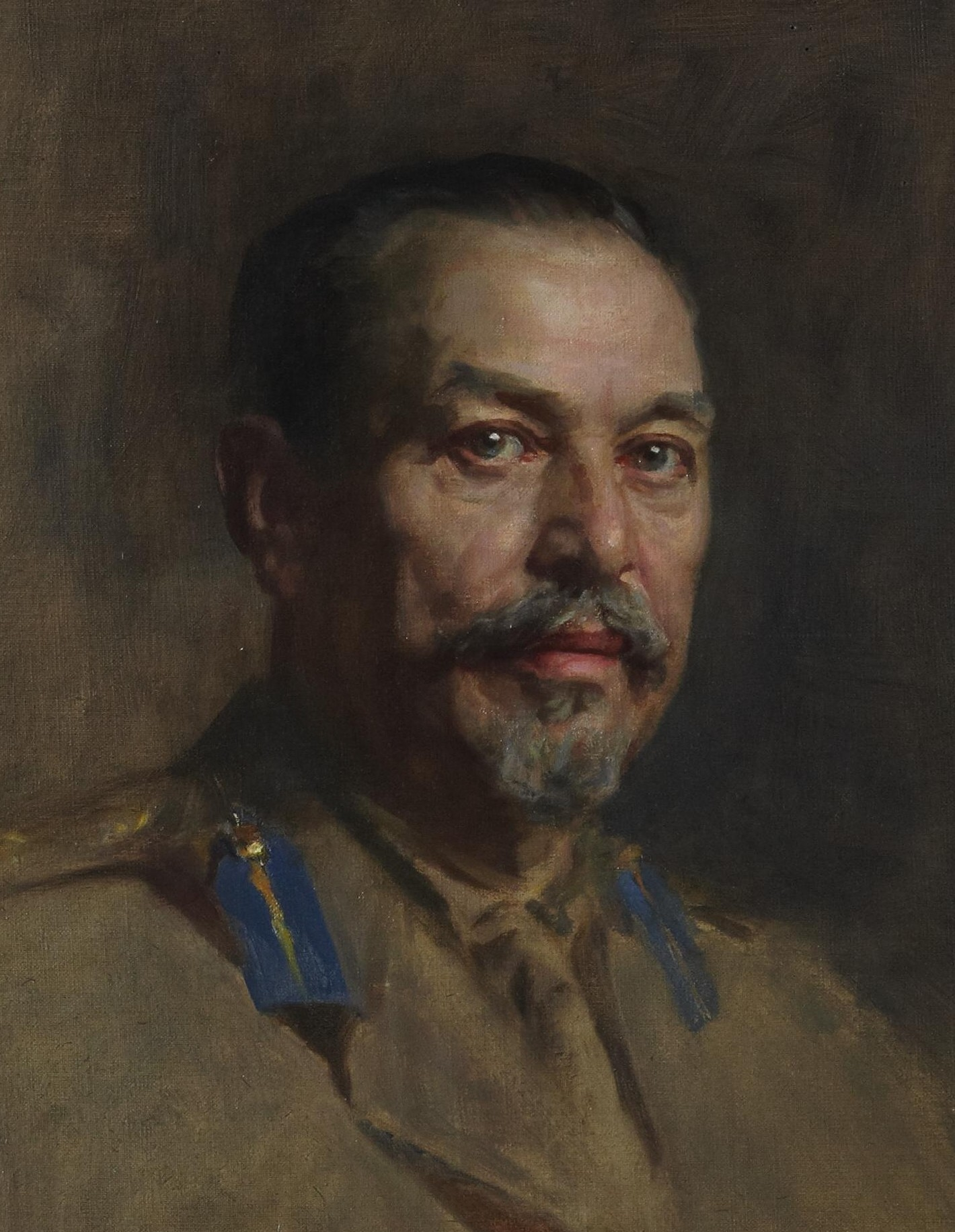
Louis Botha um 1919. Porträtstudie von James Guthrie für Statesmen of World War I

Botha wurde als eines von 13 Kindern der Burenfamilie von Louis Botha senior und Salomina Adriana van Rooyen geboren. Er besuchte kurzzeitig die Deutsche Schule Hermannsburg. Als er sieben Jahre alt war, verließ die Familie das heimische Natal und ließ sich bei Vrede im Oranje-Freistaat nieder. 1884 gehörte er zu den burischen Freiwilligen, die Dinuzulu zum Sieg über dessen Rivalen im Kampf um den Thron des Königreichs Zululand verhalfen und dafür mit Land entschädigt wurden. 1886 ließ er sich auf seiner Farm östlich von Vryheid in der Nieuwe Republiek nieder, wurde zum Veldkornet von Vryheid ernannt und heiratete im selben Jahr Annie Botha, geborene Bland Emmett. 1896 wurde er als Abgeordneter der Region Vryheid in den Volksraad der Südafrikanischen Republik gewählt.

### Burenkrieg

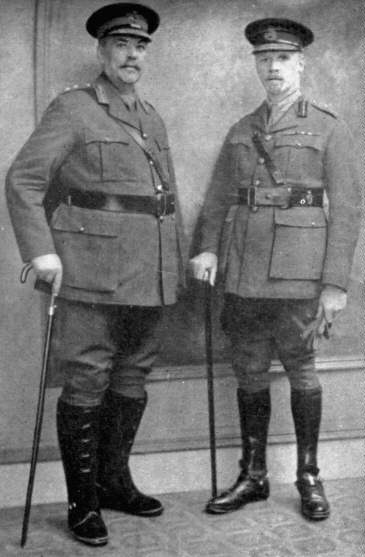
Botha und Smuts in Uniform (1917)

Obwohl er sich immer für die Aussöhnung von Briten und Buren einsetzte, trat er beim Ausbruch des Zweiten Burenkriegs 1899 in die Armee ein. Er kämpfte bei der anfänglichen Invasion Natals und der Belagerung von Ladysmith und stieg schnell in den Rängen auf, bis er schließlich sogar als Vertreter des verletzten Piet Joubert den Befehl über die burischen Truppen am Tugela übernahm. Durch seine militärischen Erfolge, unter anderem in der Schlacht von Colenso, gewann er trotz seines noch jungen Alters ein solches Prestige, dass er nach dem Tode Jouberts im März 1900 zum Generalkommandanten der Armee des Transvaal ernannt wurde. Nach dem Fall von Pretoria im Juni 1900 führte Botha zusammen mit Koos de la Rey und Christiaan de Wet den Guerillakrieg gegen die Briten, denen durch sorgfältig vorbereitete Hinterhalte empfindliche Verluste beigebracht wurden. Anfang 1901 führte er in Middelburg erfolglose Friedensverhandlungen mit dem britischen Oberbefehlshaber Lord Kitchener. In den Friedensverhandlungen 1902 war Botha Mitglied der Verhandlungskommission und Unterzeichner des Friedens von Vereeniging. Anschließend reiste er zusammen mit De Wet und De la Rey nach Europa, um Geld für den Wiederaufbau zu sammeln.

### Politische Karriere
In der neuen britischen Kolonie Transvaal gründete er 1904 zusammen mit Jan Christiaan Smuts die Partei Het Volk, die 1911 zusammen mit anderen Gruppierungen in der South African Party aufging. Nachdem den früheren Burenrepubliken 1907 die Selbstverwaltung gewährt worden war, wurde Botha vom Gouverneur Lord Selbourne mit der Bildung einer Regierung beauftragt. In den weiteren Unabhängigkeitsverhandlungen repräsentierte er die Buren. Bei den Verhandlungen lernte er Leander Jameson, einst Anführer des Jameson Raids und jetzt Premierminister der Kapkolonie, kennen und freundete sich trotz dessen Vergangenheit mit ihm an. 1910 wurde Louis Botha im Rahmen des Kabinett Louis Botha I zum ersten Premierminister der Südafrikanischen Union gewählt und blieb im Amt bis zu seinem Tod. Bothas neue Partei, die SAP, vertrat ursprünglich den gesamten burischen Bevölkerungsteil. Botha und Smuts traten darin als Befürworter der Aussöhnung zwischen Briten und Buren hervor, eine Haltung, die in der Partei und im Land umstritten war. Sein parteiinterner Konkurrent Barry Hertzog trat daher aus der SAP aus und gründete 1914 die Nationale Partei.
Nach dem Eintritt Großbritanniens in den Ersten Weltkrieg im August 1914 bot Botha sofort militärische Unterstützung an und schickte Truppen nach Deutsch-Südwestafrika. Diese Maßnahme war in Teilen der südafrikanischen Bevölkerung unpopulär und führte zur Burenrebellion von 1914. Botha führte, nachdem er den Aufstand niedergeschlagen hatte, den Feldzug gegen Südwestafrika selbst an, der zur Kapitulation der deutschen Truppen 1915 nach dem Gefecht von Otavifontein führte. Bei den anschließenden Parlamentswahlen verlor seine Partei jedoch bereits merklich an Boden gegenüber der burisch orientierten Nationalen Partei. Anstatt selbst den ihm angebotenen Posten im britischen Kriegskabinett anzunehmen, schickte er seinen Stellvertreter Smuts nach England. Südafrikanische Truppen wurden später auch nach Ostafrika und an die Westfront geschickt. Bei den Verhandlung über den Versailler Friedensvertrag trat Botha ohne Erfolg für Nachsicht mit Deutschland ein, unterschrieb ihn aber trotzdem.
1915 und/oder 1916 war er Bürgermeister von Windhoek.
Nach seiner Rückkehr nach Südafrika Anfang 1919 erkrankte er an Influenza und starb einen Monat vor seinem 57. Geburtstag in Pretoria an einem Herzinfarkt. Smuts übernahm seine politische Nachfolge.

## Ehrungen
- Louis Botha Airport, ehemalige Bezeichnung des inzwischen nicht mehr zivil genutzten Durban International Airport
- Benennung des Asteroiden (1354) Botha